# Montehermosense
El Montehermosense o SALMA Montehermosense  (del  inglés South American land mammal ages) es una edad mamífero de América del Sur, división establecida para definir una escala geológica de tiempo para la fauna de mamíferos sudamericanos. Su límite inferior se sitúa en los 6,8 Ma, mientras que su límite superior se ubica en los 4 Ma.
Se basa en las primeras apariciones de algunas especies de origen pampeano y de los primeros representantes de la "gran inmigración neártica", con constantes apariciones de carnívoros placentarios, roedores cricétidos, perisodáctilos, y artiodáctilos.
Los taxones guía son Actenomys priscus y Plohophorus cuneiformes, por lo que también es denominada biozona de Actenomys priscus y Plohophorus cuneiformes, especialmente el tramo  Montehermosense inferior, perteneciente al Plioceno inferior.
La localidad tipo de esta biozona es «Las Obscuras»; el estrato tipo es la base de la unidad 2, entre 0,80 y 2,50 m desde la base del sector expuesto. Es cronológicamente correlativa con la «formación Saldungaray», la cual aflora en el «Balneario Saldungaray».
Presenta un conjunto mastofaunístico característico, además de Actenomys priscus y Plohophorus cuneiformes, integrado por Promacrauchenia y Pseudotypotherium, las que no son exclusivas de esta edad.
En el perfil inferior se encuentra otra sub-biozona, la de Trigodon gaudryi, una especie similar en tamaño a un rinoceronte. La misma fue identificada en la Farola de Monte Hermoso. Esta última especie no es abundante, al contrario de las otras dos que definen la biozona.

## Sucesión de las edades mamífero de América del Sur
| Predecesor: Huayqueriense | Montehermosense Edades mamífero de América del Sur | Sucesor: Chapadmalalense |